# أرجون كابور
أرجون كابور، (بالهندية: अर्जुन कपूर)، (بالإنجليزية: Arjun Kapoor)‏، (وُلِد في 26 يونيو، 1985 بِمومباي، الهند-)، ممثل هنديّ في أفلام بوليوود. هُوّ ابن المنتج السينمائي بوني كابور. بعد أن عَمِل كمُساعد مُخرج ومُنتج مُشارك في عددٍ من الأفلام، أصبح أرجون ممثلاً في أول فيلم له مع المخرج حبیب فیصل وهو فيلم الدراما والرومانسية إيشاقزادي عام 2012 فرُشِح عن هذا الفيلم لجائزة أفضل ممثل في أول ظهور من جوائز فيلم فير.
في عام 2014 لعب أرجون دور البطولة في فيلمان نجحوا تِجارياً وتخطوا حاجز الـ 100 كرور روبيه وهُما فيلمي جونداي وشاركه البطولة بريانكا شوبرا ورانفير سينغ وفيلم ولايتان حيثُ شاركته البطولة عاليا بهات. وقد تلقى مُراجعات إيجابية من النقاد في أغلب أفلامه حتى الآن.

## الحياة المُبكرة

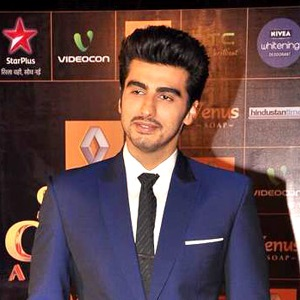
أرجون كابور في عام 2013.

وُلِد أرجون في 26 يونيو، 1985 بِمومباي، الهند لأب وأُم هنديان هُما المنتج المخضرم بوني كابور وسيدة الأعمال والمُنتجة منى كابور [الإنجليزية] التي توفيت قبل ثلاث أسابيع من عرض فيلم إيشاقزادي أولى أفلام أرجون بسبب مرض السرطان ، ومما يجب الإشارة إليه هُوّ أنَّ أرجون حفيد المُخرج القدير سوريندر كابور [الإنجليزية] وابن أخ الممثل سانجاي كابور والممثل العالمي أنيل كابور وهذا يعني أنَّ الممثلة ومُصممة الأزياء سونام كابور تكون ابنة عم أرجون كابور، لديه شقيقة واحدة هيّ أنشولا كابور.
عندما أصبح عُمره 10 سنوات قرر والده بوني تركه وترك أخته وطلق زوجته مُنى حتى يتزوج من الممثلة المعتزلة سريديفي، ومنذُ ذاك الحين انفصل أرجون عن والده فقامت والدته بتربيتهم وحدها وظل أرجون بعيداً عن والده سنين طويلة يرفض مقابلته أو التحدث معه بسبب ما فعله حتى أصبح شاباً عندها بدأ يتقبل زوجة والده سريديفي ويتقبل معها أولادها وإخوته من أبيه وهُم جاهانفي كابور وخوشي كابور وبدأت علاقته بأبيه تتحسن شيئاً فشيئاً، ويقول أرجون في إحدى مُقابلاته مع كاران جوهر عن هذه الفترة من حياته:
«كُنا صِغاراً، كانت حالةً صعبةً بالنسبة لي لم يكُن بإمكاني فِعلُ شيء لمساعدة أُمي إلإ كُره والدي، سريديفي زوجة والدي لا أكن لها إلا الاحترام وهيّ أُم إخواني بعد كل شيء.»
تلقى تعليمه في مدرسة "Arya Vidya Mandir"، بقي في هذه المدرسة حتى السنة الأخيرة من الثانوية وبعد فشله في امتحانات السنة الأخيرة قرر ترك دراسته. أثناء مرحلة المُراهقة وأوائل العشرينيات عانى أرجون من السُمنة المفرطة والوزن الزائد حتى بلغ وزنه 140 كيلو غرام ويقول عن هذه المرحلة من حياته أنّه كان دائماً قذراً وغاضباً وعديم الثقة بالنفس.
عندما أصبح بعُمر 18 عاماً بدأ أرجون بمواعدة أربيتا خان أخت الممثل سلمان خان ولكنهما انفصلا بعد سنتين من بدء العلاقة وقد تزوجت أربيتا في عام 2014 من رجل آخر.

## الحياة الفنية

### البداية (2003 - 2011)
دخل عالم بوليوود في عام 2003 كمُساعد مُخرج مع المخرج نيخيل أدفاني [الإنجليزية] بفيلم غدا قد يأتي وقد لا يأتي الذي كان من بطولة شاروخان وسيف علي خان وبريتي زينتا. ويقول أرجون كابور أنّه عام 2007 ساعد ذات المخرج في فيلمه التالي وهو فيلم سلام إشق الذي كان من بطولة سلمان خان وبريانكا تشوبرا وأنيل كابور وجوهي تشاولا وجون أبراهام وغوفيندا وأكشاي خانا وفيديا بالان وسهيل خان وعائشة تاكيا، ثُمّ عَمِل كمنتج مشارك لفيلمين من أفلام والده الإنتاجية وهُما فيلم ممنوع الدخول عام 2005 وقد كان من بطولة سلمان خان وأنيل كابور وفاردين خان وإيشا ديول ولارا دوتا وبيباشا باسو، وفيلم "Wanted" عام 2009 الذي كان من بطولة سلمان خان وعائشة تاكيا وفينود خانا.
ساهمت كل هذه الأفلام التي عمل بها أرجون وكانت من بطولة سلمان خان بتعزيز رابطة العلاقة بين سلمان وأرجون وكان أرجون آنذاك سميناً خجولاً فبدأ سلمان خان من عام 2005 يُحفزه حتى ينحف ويستعيد لياقته وساعده حتى يتعلم التمثيل والرقص، وفي الحقيقة لم يكُن لدى أرجون ميل نحو التمثيل بل كان يريد أن يُصبح منتج كأبيه ولكن ثقة سلمان خان به دفعته وحثته على السير في هذا الطريق. عام 2011 وقع أرجون ثلاث عقود لأفلام مع شركة ياش راج فيلم التي كانت ولا زالت أنجح شركات الإنتاج في الهند.

### النجومية (2012 - الآن)
عام 2012 أطلق أرجون أول فيلم من تمثيله وهو فيلم إيشاقزادي [الإنجليزية] من إخراج حبيب فيصل وشاركته في البطولة بارنيتي شوبرا ولاقى نجاحاً كبيراً عند النُقاد والجمهور وحصل على الجائـزة الوطنية كأفضل فيلم ورُشِح أرجون كابور عن هذا الدور لجائزة أفضل ممثل في أول ظهور من جوائز فيلم فير ، ويحكي الفيلم قصة عائلتين سياسيتين إحداهما مسلمة والأُخرى هندوسية بينهما كراهيـة متبادلة تعود لأجيال ويقوم أرجون كابور بدور «بارما تشاوهان» الفتى الشقي والمجرم الهندوسي الذي يغتصب زويا قُريشي الفتاة المسلمة الحسناء وابنة الحزب السياسي المنافس ويقع في حبها لاحقاً. ويقول الصحفي والناقد «تاران أدارش» عن الفيلم:
«كان ظهور أرجون كابور الأول رائعاً يتكلم بلغة الجسد وقد قدم شخصية جدية ومتهورة في الفيلم.»
وقد روج سلمان خان لفيلم إيشاقزادي على تويتر فصرح أرجون عن سلمان:
«سلمان هو أخي الأكبر. مرة قال لي أنّه يعتقد أني يجب أن أتجه إلى التمثيل، وأنه ينبغي أن أجرب ذلك. في ذلك الوقت كنت حقاً أعاني من السمنة المفرطة ولا يمكن أن أتخيل نفسي كممثل. سلمان جعلني تحت جناحيه وسافرت معه لمدة سنتين تقريباً في وقت كان يقوم بفيلمي Veer و Wanted، وعملت بها معه. إنه يثق بقدراتي ولهذا السبب أنا هنا اليوم.»
كان الفيلم الثاني لأرجون فيلم أورنجزيب (فيلم) [الإنجليزية] عام 2013 حيثُ لعب دوراً مزدوجاً، فشِل الفيلم تجارياً ولكن أداء أرجون في الفيلم لقي الاستحسان من قبل النُقاد ويقول الناقد موهار باسو عن ذلك:
«أرجون لعب دوراً مزدوجاً معقداً واستطاع تقديمه على أكمل وجه ويستحق كُلَّ الثناء على ما قدمه في الفيلم.»

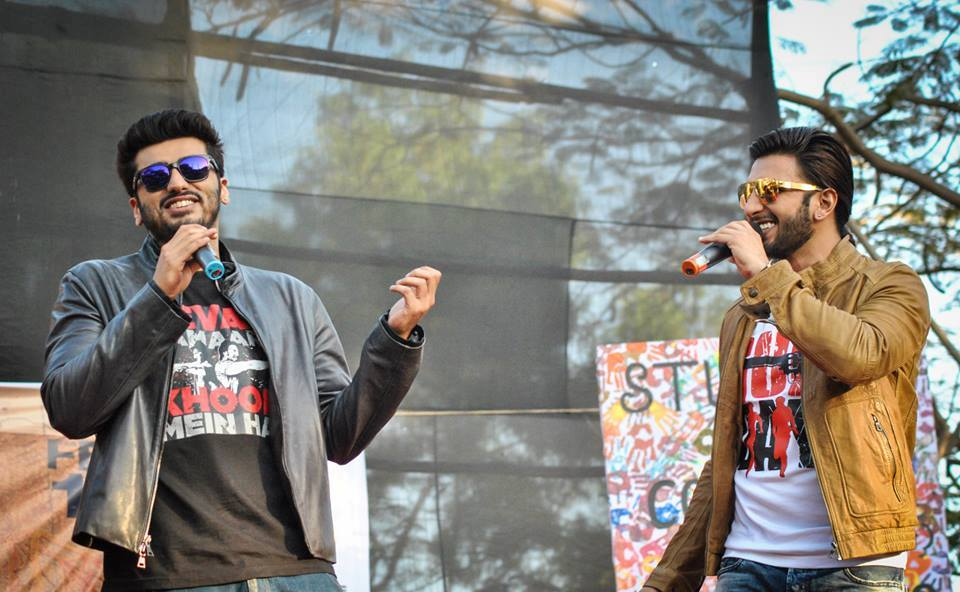
رانفير سينغ وأرجون أثناء ترويجهم لفيلم جونداي.

عام 2014 كان بمثابة العام الذهبي لأرجون فقد قدم فيلمان مُتتاليان وكِلهُما نجح كثيراً سواءً على مستوى شباك التذاكر أو النُقاد وكان أولاهما فيلم جونداي الذي كان من بطولة رانفير سينغ وبريانكا تشوبرا إضافةً إلى أرجون وهو من إخراج علي عباس ظفَّر، وتدور أحداث الفيلم في فترة الثمانينيات ويحكي قصة اثنين من لصوص الفحم وهما أرجون كابور ورانفير سينغ، نجح الفيلم نجاحاً ساحقاً ويقول الناقد روهيت كيلناني أنَّ الفضل في ذلك يعود إلى الكيمياء والانسجام الموجود بين أرجون ورانفير سينغ وقد ربح الفيلم 100 كرور أي 16 مليون دولار في جميع أنحاء العالم وهذا الرقم يُعتبر نوعاً ما كبيراً بالنسبة لبوليوود.
بعد ثلاث أدوار إجرامية قدمها أرجون قرر التغيير قليلاً فكان فيلمه الرابع رومانسي كوميدي وهُوّ فيلم ولايتان من بطولة أرجون وعاليا بهات وهو من إنتاج كاران جوهر، يحكي الفيلم قصة طالبان يواجهان مشكلة في إقناع والديهم بالموافقة على العلاقة بينهما فعائلة عالية وأرجون من ولايتان هنديتان مُختلفتان من حيث عادات الزواج والمفاهيم واللهجات والملابس والأفكار والأديان وحتى الطعام لذا يحاول أرجون إقناع وإرضاء عائلة عالية به ثُمّ تحاول عالية إقناع وإرضاء عائلة أرجون ثُمّ عندما يوافقون عليهما يُحاول أرجون وعالية جعل كل عائلة تُحب وتُعجب بالأُخرى كُل هذه الأحداث تدور في قالب عائلي كوميدي رومانسي، حصل هذا الفيلم على 100 كرور أي 16 مليون دولار مما زاد شهرة ونجاح أرجون.
فيلمه الخامس هو "Finding Fanny (2014)" من إخراج هومي ادجانيا وبطولة ديبيكا بادكون ونصر الدين شاه وديمبل كاباديا وبانكاج كابور والد الممثل شاهيد كابور كما ظهر رانفير سينغ كضيف شرف حيثُ لعب دور زوج ديبيكا بادوكون، وهو فيلم كوميدي يحكي قصة خمسة حمقى يسافرون في رحلة طويلة للبحث عن امرأة تُدعى فاني، نجح الفيلم في شُباك التذاكر وقُبِل من النقاد بالإشادة واعتبروه أفضل أدوار أرجون حتى الآن.
في 9 يناير عام 2015 صدر له فيلم درامي بِعنوان "Tevar" من إنتاج والده بوني كابور وإخراج أميت شارما وشاركته في البطولة سوناكشي سينها، وهُوّ فيلم مقتبس من فيلم تيلوغوي أُنتِج عام 2003، يلعب به أرجون دور بينتو وهو شاب همجي يُقابل راديكا أثناء هجوم مجرم خطير عليها وهذا الرجل مُغرم بها ويُريد الزواج منها غصباً عنها حتى أنّه قتل أخيها فينقذها بينتو وهُنا تبدأ الرحلة إذ ارتبطت قصة حياتهما صدفةً وبعد ذلك يهربان معاً ويقوم بينتو الذي أصبح مُرتبطاً بحياة راديكا التي لم يعرفها إلا ذاك اليوم فيساعدها بالاختباء ويحميها من ذاك الرجل الذي بدأ مع رجاله بمطاردتهما ومحاولة إيجادهما، حصل الفيلم على مُراجعات سلبية من النُقاد إذ لم يعجبهم الفيلم وعانى من تخبط في شُباك التذاكر إذ أنَّ إيرادته ما بين الجيدة والسيئّة وكسب حتى الآن 56 كرور والفيلم لا زال يُعرض في دور السينما الهندية

## أفلامه
| Year   | Film                     | Role                                   | Director              | Notes                                        |
| ------ | ------------------------ | -------------------------------------- | --------------------- | -------------------------------------------- |
| 2012   | Ishaqzaade               | Parma Chauhan / Pervez                 | Habib Faisal          | Nominated—Filmfare Award for Best Male Debut |
| 2013   | Aurangzeb                | Ajay Singh / Vishal Singh              | Atul Sabarwal         |                                              |
| 2014   | جونداي                   | Bala Bhattacharya                      | Ali Abbas Zafar       |                                              |
| 2014   | ولايتان                  | Krish Malhotra                         | Abhishek Varman       |                                              |
| 2014   | Finding Fanny            | Savio Da Gama                          | Homi Adajania         |                                              |
| 2015   | Tevar                    | Ghanshyam Shukla / Pintoo              | Amit Sharma ‏          |                                              |
| 2016   | Ki & Ka                  | Kabir Bansal / Ka                      | آر. بالكي             |                                              |
| 2017   | Half Girlfriend ‏         | Madhav Jha                             | Mohit Suri            |                                              |
| 2017   | Mubarakan                | Karan Singh Bajwa / Charan Singh Bajwa | Anees Bazmee          |                                              |
| 2018   | Bhavesh Joshi Superhero ‏ | Himself                                | فيكراماديتيا موتواني ‏ | Special appearance                           |
| 2018   | Namaste England          | Paramjeet Randhawa / Param             | Vipul Amrutlal Shah   |                                              |
| 2018   | Zero                     | Himself                                | Anand L. Rai          | Special appearancee                          |
| 2019   | India's Most Wanted ‏     | Prabhat Kumar                          | راج كومار جوبتا       |                                              |
| 2019   | Panipat                  | Sadashiv Rao Bhau                      | أشوتوش جواريكر        | Filming                                      |
| 2019   | Sandeep Aur Pinky Faraar | Satinder Singh / Sandeep               | Dibakar Banerjee      | Post-production                              |
| Comali | Arjun                    | Pradeep Ranganathan                    | Hindi Remake Filming  |                                              |

### As a crew member
| Year | Film          | Role               |
| ---- | ------------- | ------------------ |
| 2003 | Kal Ho Naa Ho | Assistant director |
| 2005 | No Entry      | Associate producer |
| 2007 | سلام إشق      | Assistant director |
| 2009 | Wanted        | Associate producer |

## الجوائز والترشيحات
| Year | Film       | Award                                                  | Category                                          | Result |
| ---- | ---------- | ------------------------------------------------------ | ------------------------------------------------- | ------ |
| 2012 | Ishaqzaade | Bhaskar Bollywood Awards ‏                              | Fresh Entry of the Year                           | رُشِّح    |
| 2012 | Ishaqzaade | People's Choice Awards India                           | Favorite Debut Actor (Male/Female)                | رُشِّح    |
| 2012 | Ishaqzaade | BIG Star Entertainment Awards                          | Most Entertaining Actor (Film) Debut – Male       | فوز    |
| 2013 | Ishaqzaade | Filmfare Awards                                        | Best Male Debut                                   | رُشِّح    |
| 2013 | Ishaqzaade | ETC Bollywood Business Awards ‏                         | Most Profitable Debut (Male)                      | رُشِّح    |
| 2013 | Ishaqzaade | Screen Awards                                          | Most Promising Newcomer – Male ‏                   | رُشِّح    |
| 2013 | Ishaqzaade | Zee Cine Awards                                        | جائزة زي سيني لأفضل ممثل واعد                     | فوز    |
| 2013 | Ishaqzaade | جوائز ستارداست                                         | Superstar of Tomorrow – Male ‏                     | فوز    |
| 2013 | Ishaqzaade | جوائز نجم النقابة                                      | جائزة أبسارا لأفضل ظهور لأول مرة ‏                 | رُشِّح    |
| 2013 | Ishaqzaade | Times of India Film Awards                             | Best Debut – Male                                 | رُشِّح    |
| 2013 | Ishaqzaade | International Indian Film Academy Awards (IIFA Awards) | Best Debut – Male                                 | رُشِّح    |
| 2014 | ولايتان    | جوائز ستارداست                                         | Best Actor – Comedy/Romance ‏                      | رُشِّح    |
| 2014 | ولايتان    | BIG Star Entertainment Awards                          | Most Entertaining Actor in a Romantic Film – Male | رُشِّح    |
| 2014 | جونداي     | جوائز ستارداست                                         | Best Actor – Thriller/Action ‏                     | رُشِّح    |
| 2014 | جونداي     | BIG Star Entertainment Awards                          | Most Entertaining Actor in an Action Film – Male  | فوز    |
| 2015 | ولايتان    | Star Guild Awards                                      | جائزة أبسارا لأفضل ممثل في دور رئيسي ‏             | رُشِّح    |
| 2015 | ولايتان    | Screen Awards                                          | Best Actor (Popular Choice) ‏                      | رُشِّح    |
| 2015 | ولايتان    | جوائز الأكاديمية الدولية للفيلم الهندي                 | Best Actor                                        | رُشِّح    |

## وصلات خارجية
- أرجون كابور على موقع IMDb (الإنجليزية)
- أرجون كابور على موقع روتن توميتوز (الإنجليزية)
- أرجون كابور على موقع ألو سيني (الفرنسية)
- أرجون كابور على موقع ميوزك برينز (الإنجليزية)
- أرجون كابور على موقع أول موفي (الإنجليزية)
- أرجون كابور على موقع قاعدة بيانات الفيلم (الإنجليزية)
- أرجون كابور على موقع كينوبويسك (الروسية)